# Hoghilag
Hoghilag – wieś w Rumunii, w okręgu Sybin, w gminie Hoghilag. W 2011 roku liczyła 1177 mieszkańców.